# Florestano Vancini
Florestano Vancini (Ferrara, 24 agosto 1926 – Roma, 18 settembre 2008) è stato un regista e sceneggiatore italiano.

## Biografia
Nato a Ferrara il 24 agosto 1926, da famiglia contadina, ultimo dei nove figli di Mario Vancini e Caterina Rizzatti, è cresciuto a Boara. 
Documentarista fin dal 1949, esordì con La lunga notte del '43 (1960), tratto dal racconto Una notte del '43 (quinta delle Cinque storie ferraresi) di Giorgio Bassani.
Dopo La banda Casaroli (1962) e La calda vita (1964), ha diretto Le stagioni del nostro amore (1966), Bronte: cronaca di un massacro che i libri di storia non hanno raccontato (1971), La violenza: quinto potere (1972), Il delitto Matteotti (1973), Amore amaro (1974), Un dramma borghese (1979), La baraonda (1980), La neve nel bicchiere (1984).
Passato alla televisione, ha ottenuto successo con La piovra 2 (1986), secondo capitolo di una serie contro la mafia e, nel 1992, con lo sceneggiato Piazza di Spagna.
Nel 2005 è tornato al cinema, dirigendo E ridendo l'uccise.
I suoi film coniugano spesso in modo efficace e molto personale l'impegno civile e l'interesse per gli episodi più significativi della storia politica italiana (la guerra civile e la resistenza, gli anni del fascismo, le vicende controverse dell'unificazione ottocentesca) con le vicende sentimentali dei personaggi che nella realtà storica sono calati.
Vancini ha diretto molti attori importanti del cinema italiano, come Gino Cervi, Ciccio Ingrassia, Vittorio Gassman, Gabriele Ferzetti, Gian Maria Volonté, Gastone Moschin. Particolarmente significativo e duraturo il sodalizio artistico e intellettuale con Enrico Maria Salerno, che ha prodotto i film più significativi nella carriera del regista e dell'attore. 
Muore a Roma nel 2008; le sue spoglie riposano nel cimitero monumentale della Certosa di Ferrara.
Nel 2019 gli viene dedicata dalla sua città natale la scuola d'arte cinematografica Florestano Vancini.

## Filmografia

Giuliano Gemma in una scena dal film I lunghi giorni della vendetta

### Cinema
- La lunga notte del '43 (1960)
- La separazione legale, episodio di Le italiane e l'amore (1961)
- La banda Casaroli (1963)
- La libertà (1963)
- La calda vita (1964)
- Le stagioni del nostro amore (1966)
- I lunghi giorni della vendetta (1967)
- Violenza al sole (1969)
- La violenza: quinto potere (1972)
- Bronte: cronaca di un massacro che i libri di storia non hanno raccontato (1972)
- Il delitto Matteotti (1973)
- Amore amaro (1974)
- Un dramma borghese (1979)
- La baraonda (1980)
- E ridendo l'uccise (2005)

### Cortometraggi
- Amanti senza fortuna (1949)
- Pomposa (1950)
- Delta Padano (1951)
- Al Filò (1953)[2]
- Traghetti alla Foce (1955)
- Vento dell'Adriatico (1957)
- L'isola d'acciaio (1958)
- Lucrezia Borgia. Un'intervista impossibile (2002)

### Televisione
- Finché dura la memoria – miniserie TV, 3 episodi (1980-84)
  - Fragheto, una strage: perché? (1980)
  - Vittorio Valletta: gli anni della ricostruzione (1981-82)
  - Reggio Calabria 1970: una città in rivolta (1984)
- Dieci registi italiani, dieci racconti italiani – serie TV, 1 episodio (1983)
- La neve nel bicchiere – serie TV (1984)
- La piovra 2 – miniserie TV, 6 episodi (1986)
- Médecins des hommes – serie TV, 1 episodio (1988)
- Il giudice istruttore – serie TV, 4 episodi (1990)
- Piazza di Spagna – miniserie TV, 5 episodi (1992)

## Riconoscimenti
- 1960 – premio Opera prima alla XXI Mostra internazionale d'arte cinematografica di Venezia per La lunga notte del '43
- 1973 – premio speciale della giuria al Festival di Mosca per Il delitto Matteotti
- 1974 – menzione della giuria al Festival di Teheran per Amore amaro